# ハチミツ!!
『ハチミツ!!』は、一部のフジテレビ系列で放送されていたバラエティ番組。2024年4月1日（3月31日深夜）までは『深夜のハチミツ』、2024年9月30日（29日深夜）までは『深夜のハチミツ!! Bee the top』のタイトルで放送し、2024年10月7日（6日深夜）から現タイトルになった。2025年4月25日よりFODオリジナル作品『進化のハチミツ』のタイトルで配信開始した。

## 概要
まだ世の中に花開いていない“つぼみ芸人”たちが華（花）のある芸人を目指す“芸人開花バラエティー”で、同局で過去に放送された『めちゃ2イケてるッ!』、『はねるのトびら』、『ピカルの定理』などと同様に「若手お笑い芸人とともに成長していくバラエティ番組」として、フジテレビの看板番組を目指す。番組を手がけるのはフジテレビ入社7年目以下の若手ディレクター。
番組の位置付けは『新しい波』の第4弾ではあるが、「新しい波32」のシリーズタイトルは付けられなかった。しかし「ハチミツ」の単語の中にハチ＝8=フジテレビ、ミツ=32=新しい波32、という意味が込められていた。
開始初期（2023年4月 - 9月）
16組の若手芸人が月替わりで出演して、魅力や強みを世の中にアピールするべく企画に挑戦し、それを売れっ子先輩芸人がゲスト審査員として見届ける。

Ver.2（2023年10月 - 2024年3月）
出演する“つぼみ芸人”が毎月12組に変更。バラエティーに必要なさまざまな才能を開花させるべく、若手芸人たちが実験的な企画に挑戦する“才能開花バラエティー”へとリニューアルされた。

Bee the top（2024年4月 - 9月）
同年2月26日から3月18日まで、公式サイトで視聴者による「メンバー選抜大選挙」が行われ、選ばれた8組がレギュラーとなり、毎週様々な企画でバトルを行う“芸人サバイバルバラエティー”としてリニューアル。放送回ごとに順位を決定し、総合順位が下位の2組は2か月ごとに新メンバーと入れ替えとなる。

ハチミツ!!（2024年10月 - 2025年3月）
「Bee the top」の出演メンバーから選抜された5組がレギュラー出演。ゴールデンタイムへの進出を狙うという意味を込め、番組タイトルから「深夜の」が取り払われる。これまで進行担当だった小室瑛莉子はナレーションに移行し、ハチミツ芸人5組の中から数人が進行役を務める。
2025年3月31日をもって地上波での放送を終了し、「充電期間」に突入。
同年4月25日から「進化のハチミツ」に改題し、FODで独占配信開始した。

### 放送時刻の変遷
特番などの関係で繰り下げになる回が多いため、必ずしも以下の通りの放送時刻とは限らない。
| 期間       | 期間       | 放送曜日           | 放送時間（JST）       |
| ---------- | ---------- | ------------------ | --------------------- |
| 2023.04.10 | 2023.06.19 | 月曜日（日曜深夜） | 01:25 - 01:55（30分） |
| 2023.06.26 | 2023.09.18 | 月曜日（日曜深夜） | 00:55 - 01:25（30分） |
| 2023.10.2  | 2024.5.6   | 月曜日（日曜深夜） | 00:30 - 00:58（28分） |
| 2024.5.13  | 2024.7.1   | 月曜日（日曜深夜） | 01:00 - 01:28（28分） |
| 2024.7.8   | 2024.9.30  | 月曜日（日曜深夜） | 00:30 - 00:58（28分） |
| 2024.10.7  | 2025.3.30  | 月曜日（日曜深夜） | 01:05 - 01:30（25分） |

## 出演者

### ハチミツ芸人
- 9番街レトロ（京極風斗、なかむら★しゅん[注 1]）
- 足腰げんき教室（うちだすぺしゃるはーたみん、くろさわ）
- センチネル（大誠、トミサット）
- 生ファラオ（石川、東武志）
- マリーマリー（タコス、えびちゃん）

### ナレーション
- 小室瑛莉子（フジテレビアナウンサー）- 「深夜のハチミツ」及び「Bee the top」時代は進行。

### 過去の出演者

#### 進行
- 小室瑛莉子（フジテレビアナウンサー） - 下記両名が進行を代理した回を除く。#17、及び「ハチミツ!!」ではナレーション。
- 岸本理沙（フジテレビアナウンサー） - 2023年の「7月のつぼみアナウンサー」（#13 - 16）および同年11月放送回の「進行」（#30 - 32）として代理出演。
- 杉原千尋（フジテレビアナウンサー）‐ 2024年の「3月の進行」（#46 - 50）として代理出演。

#### ハチミツ芸人（Bee the top）
［］内の数字は出演した月。
2024年4月・5月のメンバーは、同年2月から行われた視聴者投票により選出。以降は番組内での獲得ポイントに応じて2か月ごとに入れ替え。
- 9番街レトロ［4・5、6・7、8・9］
- 生ファラオ［4・5、6・7、8・9］
- 足腰げんき教室［4・5、6・7、8・9］
- マリーマリー［4・5、6・7、8・9］
- センチネル［4・5、6・7、8・9］
- ソマオ・ミートボール［4・5、6・7］
- 人間横丁［4・5］
- 江戸マリー［4・5］
- 千年ぶり［6・7、8・9］
- モシモシ［6・7］
- ミスター大冒険。［8・9］
- ゼロカラン［8・9］

#### つぼみ芸人（深夜のハチミツ）
［］内の数字は出演した月。［4〜12］はそれぞれ2023年の4月〜12月放送回、［1前］は2024年1月2・7日放送回、［1後］は同月14・21・28日放送回、［2〜3］は2024年2・3月放送回を指す。
★印はメンバー選抜大選挙（2024年2月26日 - 3月18日投票）にエントリーした20組。
- アケガラス
  - ［4、5、7］★
- 足腰げんき教室
  - ［4、5、7、8、9、10、11、12］［1前、1後、2、3］★
- ウォーターズ
  - ［4］
- 江戸マリー
  - ［4、6、7、10、11］［1前、3］★
- 9番街レトロ
  - ［4、5、6、7、8、9、10、11、12］［1前、1後、2、3］★
- サンタモニカ
  - ［4、8］★
- シスター
  - ［4、6］[注 2]★
- 千年ぶり
  - ［4、6、7、8、9、11］［3］★
- ソマオ・ミートボール
  - ［4、5、6、7、10、11、12］［1前、3］★
- タイムキーパー
  - ［4、7、8、11］［1前、1後、2］★
- どんちっち
  - ［4］
- 生ファラオ
  - ［4、5、6、7、8、9、10、11、12］［1前、1後、2、3］★
- はるかぜに告ぐ
  - ［4、5、6、7、9］［1前、2］★
- ビックシカゴ
  - ［4］
- マリーマリー
  - ［4、5、6、7、9、10、11、12］［1前、1後、2、3］★
- ミスター大冒険。
  - ［4、5、7、8、9、10、11、12］［1前、1後、2、3］★
- 鬼ぷりん
  - ［5］
- 深海魚
  - ［5］
- センチネル
  - ［5、6、7、8、9、10、11、12］［1前、1後、2、3］★
- ちゃんぴおんず
  - ［5］
- ナイチンゲールダンス
  - ［5］
- 人間横丁
  - ［5、6、7、8、9、10、11、12］［1前、1後、2、3］★
- ぱーてぃーちゃん
  - ［5、8、10、11、12］［1後、2、3］
- 令和ロマン
  - ［5］
- チャコールゾーン
  - ［6］
- ツンツクツン万博
  - ［6、9］★
- てるてる娘
  - ［6］
- 豆鉄砲
  - ［6］
- モシモシ
  - ［6、7、8、10］［1前、1後、2］★
- ももグミ
  - ［6、8］★
- 西ノ京
  - ［7］
- プール
  - ［7、9、10、12］［3］★
- キャプテンバイソン
  - ［8］
- 金魚番長
  - ［8］
- ミヤコジマ
  - ［8］
- 麦
  - ［8、9］
- 観音日和
  - ［9］
- 世間知らズ
  - ［9、12］★
- 骨付きバナナ
  - ［9］
- ロックス[注 3]
  - ［9］
- レーズンダイナマイト
  - ［12］
- オッパショ石
  - ［1後］
- 翠星チークダンス
  - ［1後］
- 橘井と小池
  - ［2］
- 鈴木バイダン
  - ［2］

#### 先輩芸人・ゲスト
- 2023年4月 - 9月放送回では「先輩芸人」が1組、月替わりで出演した。2023年10月以降の回では、ゲストは1放送回ごとの出演となった。

| 出演期間 | 出演者                                  |
| -------- | --------------------------------------- |
| 4月      | 千鳥                                    |
| 5月      | ハライチ                                |
| 6月      | サンドウィッチマン                      |
| 7月      | かまいたち                              |
| 8月      | 川島明（麒麟） 田中卓志（アンガールズ） |
| 9月      | キングコング                            |

## 番組用語

### はっち
黄色いハチをモチーフとした番組マスコットキャラクターで、対となるマゼンタのハチの名前は「はちみ」。ともに「華（花）のある芸人に集まる習性がある」という設定である。番組開始から2023年9月までは、番組では各回の終わりに、はっちを造形したオリジナルバッチが芸人に授与されていた。このバッチも「はっち」と呼ばれる。贈呈される条件は回ごとに異なるが、対決の勝者や、その回の趣旨に最もふさわしいと認められた芸人に贈られ、贈られた芸人は次回以降、はっちを衣装につけて出演できる。

### ハチミツハウス
2024年4月から9月まで、湾岸スタジオ3階の一角に、お台場冒険王2024期間中はフジテレビ本社5階に設置されていたスペース。番組収録の際のスタジオとして使用される他、生ファラオ、トミサット（センチネル）、井福一本道（ミスター大冒険。）の住居としても機能し、生活の模様は番組公式YouTubeで24時間生配信されていた。2024年9月の番組リニューアルを持って上記4人の生活は終了。2025年3月の地上波放送終了に合わせて解体された。

## 関連イベント

### 新レギュラー決定ライブ
2024年4月と6月、「深夜のハチミツ!! Bee the top」の新たなレギュラーメンバーを決めるために実施。各日の1位を取った組が選出となる。4月13日はモシモシ、4月14日は千年ぶり、6月15日はミスター大冒険。、6月16日はゼロカランが1位を獲得し、新レギュラーに選出された。

### その他関連ライブ
- 『深夜のハチミツ』プレゼンツ! 真夏の“つぼみ芸人”大集合ライブ（2023年7月22日 - 8月26日[注 5]、お台場冒険王2023内ステージ）
- ハチミツLIVE（2023年12月8日[15]、2024年2月9日[16]、よしもと漫才劇場）
  - ハチミツLIVE in東京（2024年1月13日[17]、神保町よしもと漫才劇場）
- ハチフェス（2024年8月25日、お台場冒険王2024内ステージ）
- ハチミツLive まだ忘れてないよね？〜（2025年8月23日、フジテレビ本社1Fマルチシアター）[18]

## ネット局
| 放送対象地域   | 放送局                        | 系列           | 放送日時                     | ネット状況 |
| -------------- | ----------------------------- | -------------- | ---------------------------- | ---------- |
| 関東広域圏     | フジテレビ（CX）              | フジテレビ系列 | 月曜 0:30 - 0:58（日曜深夜） | 制作局     |
| 山形県         | さくらんぼテレビジョン（SAY） | フジテレビ系列 | 月曜 0:30 - 0:58（日曜深夜） | 同時ネット |
| 宮城県         | 仙台放送（OX）                | フジテレビ系列 | 月曜 0:30 - 0:58（日曜深夜） | 同時ネット |
| 福島県         | 福島テレビ（FTV）             | フジテレビ系列 | 月曜 0:30 - 0:58（日曜深夜） | 同時ネット |
| 富山県         | 富山テレビ放送（BBT）         | フジテレビ系列 | 月曜 0:30 - 0:58（日曜深夜） | 同時ネット |
| 福井県         | 福井テレビジョン放送（FTB）   | フジテレビ系列 | 月曜 0:30 - 0:58（日曜深夜） | 同時ネット |
| 島根県・鳥取県 | さんいん中央テレビ（TSK）     | フジテレビ系列 | 月曜 0:30 - 0:58（日曜深夜） | 同時ネット |
| 愛媛県         | テレビ愛媛（EBC）             | フジテレビ系列 | 月曜 0:30 - 0:58（日曜深夜） | 同時ネット |
| 高知県         | 高知さんさんテレビ（KSS）     | フジテレビ系列 | 月曜 0:30 - 0:58（日曜深夜） | 同時ネット |
| 長崎県         | テレビ長崎（KTN）             | フジテレビ系列 | 月曜 0:30 - 0:58（日曜深夜） | 同時ネット |
| 鹿児島県       | 鹿児島テレビ放送（KTS）       | フジテレビ系列 | 月曜 0:30 - 0:58（日曜深夜） | 同時ネット |
| 新潟県         | NST新潟総合テレビ（NST）      | フジテレビ系列 | 月曜 0:55 - 1:20（日曜深夜） | 遅れネット |
| 岩手県         | 岩手めんこいテレビ            | フジテレビ系列 | 火曜 0:25 - 0:55（月曜深夜） | 遅れネット |
| 熊本県         | テレビ熊本（TKU）             | フジテレビ系列 | 土曜 1:40 - 2:10（金曜深夜） | 遅れネット |
| 山口県         | テレビ山口（tys）             | TBS系列        | 金曜 1:23 - 1:53（土曜深夜） | 遅れネット |

### 過去のネット局
- サガテレビ（STS・2023年10月11日で打ち切り）
- 関西テレビ（KTV）
- テレビ新広島（tss）
- 沖縄テレビ放送（otv）

## スタッフ
- 構成：カツオ、池谷勇太【毎週】、濵田ミノリ、酒井健作【不定期】
- TP：斉藤伸介（フジテレビ）
- TM：橋本雄司（フジテレビ）
- SW：新美高志
- CAM：藤原亘平
- VE：村上優介
- AUD：河原愛美
- 照明：佐々木達也
- 美術プロデューサー：三竹寛典（フジテレビ／フジアール）
- デザイン：小濵まほろ（フジテレビ／フジアール）
- 美術進行：谷元沙紀
- 大道具：裏隠居徹
- アクリル装飾：鈴木竜
- メイク：山田かつら
- 編集：吉田有貴、前河原祐樹、毛塚麟太郎、渡邉遼、副嶋大悟【週替り】
- MA：髙良玄、石塚翔子、佐々木めぐみ、近藤宏紀、井上葵、茂木遼介、土屋由香【週替り】
- 音効：高津浩史、大村悠斗
- ロゴデザイン：岡田洋坪、面白法人カヤック
- イラスト制作：岡野江里子・平原洋輔（フジテレビ）、奥野あかね、グレートインターナショナル、レイデザイン【週替り】
- 技術協力：ニューテレス、fmt、東京オフラインセンター、IMAGICA Lab.
- 編成：木月洋介（フジテレビ）
- 広報：小山雅浩（フジテレビ）
- TK：槇加奈子・星美香・髙木美紀・海老澤廉子・平野美紀子・山口奈保美（TBG）【週替り】
- デスク：笹原愛里
- AD：髙柳李々花、座本海里、三澤颯樹、佐藤駿人
- ディレクター：福島悠人・原凛一郎・飛田将斗・齋藤未来（フジテレビ）、重光麻由
- プロデューサー：相馬令子（クリエイターズボックス）、山脇瞳
- 総合演出：岡耕平（フジテレビ、以前はディレクター）
- 企画統括：鈴木善貴（フジテレビ）
- チーフプロデューサー：五十嵐元（フジテレビ）
- 制作：フジテレビ編成総局バラエティ制作局バラエティ制作センター（2024年6月までは編成制作局バラエティー制作センター）
- 制作著作：フジテレビ

### 過去のスタッフ
深夜のハチミツ・深夜のハチミツ!! Bee the top
- ナレーション：杉原千尋（フジテレビアナウンサー）
- 企画統括：木村剛（フジテレビ）
- 構成︰北健一郎
- SW：吉原喜久
- 美術進行：鈴木あみ
- 編集：塩原祐弥、浜松芽衣
- MA：岡村奈央
- 技術協力：EnoSTUDIO、casinodrive
- 編成：金子千紗都・近藤篤正（フジテレビ）
- デスク：藤田ゆきの
- AD︰松下侑生、吉田雅人
- ディレクター：柴田尚輝・坪井一季・岡本卓真・城山海周（フジテレビ）

## 書籍
- 『芸人雑誌 volume11』〈Quick Japan別冊〉、太田出版、2023年12月26日。ISBN 978-4-7783-1907-6。